# Grad de comparație
În gramatică, gradul de comparație este o categorie gramaticală specifică adjectivului și adverbului. Sunt trei asemenea grade: pozitiv, comparativ și superlativ.
Nu toate adjectivele au grade de comparație. Astfel sunt în primul rând adjectivele relaționale (ex. uniformă școlară) și cele determinative, adică adjectivele pronominale, în afară de unele nehotărâte. Și printre adjectivele calificative sunt unele negradabile, anume cele care exprimă în sine un sens comparativ sau superlativ: superior, inferior, minim, maxim, nemaipomenit, uriaș, extraordinar, enorm etc..
Dintre adverbe au grade de comparație numai unele de mod (ex. bine), de cantitate (mult), de loc (aproape) și de timp (curând).
Gradul pozitiv este forma de bază, de dicționar, a adjectivului sau a adverbului. El nu dă de fapt nicio informație de „gradare” și de „comparație”, iar formal este nemarcat, adică nu are niciun semn special. Servește ca referință pentru celelalte grade.

## Gradul comparativ
În cazul adjectivului, acest grad indică faptul că unul sau mai multe obiecte (în sens larg) posedă una sau mai multe însușiri într-o măsură mai mare, egală sau mai mică față de un etalon reprezentat de gradul pozitiv. Servește de cele mai multe la a compara:
- două obiecte, prin măsura în care posedă o însușire: X este mai înalt decât Y;
- două circumstanțe de aceeași natură (de exemplu momente), prin măsura în care un obiect posedă o însușire în acestea: X este mai înalt (subînțeles acum) decât anul trecut;
- două însușiri, prin măsura în care sunt posedate de către un obiect: X este tot atât de lat cât și de lung.

În cazul adverbului, gradul comparativ indică faptul că una sau mai multe circumstanțe ale unuia sau mai multor procese se manifestă într-o măsură mai mare, egală sau mai mică față de un etalon reprezentat de gradul pozitiv. Servește de cele mai multe ori la a compara::
- două entități (subiecte din punct de vedere sintactic), prin măsura în care se manifestă la ele o circumstanță a unui proces: Sorin a lucrat mai puțin bine decât (a lucrat) Ovidiu;
- două circumstanțe de aceeași natură (de exemplu locuri), prin măsura în care se manifestă în ele o circumstanță de altă natură (de exemplu mod) a unui proces legat de un singur subiect: „Aici, porumbul... creștea mai repede ca la câmp” (Marin Preda).
- două procese legate de același subiect, prin măsura în care se manifestă o circumstanță a lor: hu  Rózsa szebben ír, mint rajzol „Rózsa scrie mai frumos decât desenează”[6].

Atât în cazul adjectivului, cât și al adverbului, se subînțelege că termenul de comparație posedă însușirea, respectiv la el se manifestă circumstanța în măsura reprezentată de gradul pozitiv.
De menționat că termenii comparați pot fi și la plural sau alcătuiți din elemente coordonate copulativ.
Gradul comparativ prezintă trei subdiviziuni: comparativul de superioritate (X este mai înalt decât Y), cel de egalitate (X este tot atât de lat cât și de lung) și cel de inferioritate: Sorin a lucrat mai puțin bine decât Ovidiu.
Din punct de vedere sintactic, al doilea termen din construcția comparativă poate fi exprimat printr-un complement sau printr-o propoziție (vezi exemplele de mai sus).
Inegalitatea exprimată prin măsura însușirii sau a circumstanței poate fi prezentată intensificat prin adăugarea anumitor adverbe: Ion este mult mai înalt decât Andrei.

## Gradul superlativ
Acest grad indică faptul că însușirea exprimată prin adjectiv sau circumstanța exprimată prin adverb este la cel mai înalt sau cel mai scăzut nivel în raport cu aceeași însușire sau circumstanță luate ca bază (gradul pozitiv). Prin superlativul numit relativ, adjectivul scoate în evidență un obiect dintre alte obiecte posibile, iar adverbul – un subiect dintre alte subiecte posibile, acestea fiind specificate în aceeași propoziție sau în contextul anterior acesteia. Superlativul relativ poate fi de superioritate (fr  Pierre est le plus heureux des hommes „Pierre este cel mai fericit dintre oameni”) sau de inferioritate: Pierre est le moins heureux des hommes „Pierre este cel mai puțin fericit dintre oameni”. Superlativul este absolut dacă însușirea unui obiect este prezentată ca fiind la cel mai înalt nivel exclusiv în sine, fără raportare la alte obiecte, ci numai la etalonul său reprezentat de gradul pozitiv. Și superlativul absolut poate fi de superioritate sau de inferioritate: om foarte priceput, om foarte puțin priceput.
Gradul superlativ al adverbului este analog cu cel al adjectivului, cu deosebirea că se referă la circumstanța unui proces: a lucrat cel mai bine, a lucrat cel mai puțin bine, a lucrat foarte bine, a lucrat foarte puțin bine.

## Exprimarea gradelor de comparație
Morfemele gradelor de comparație diferă de la o limbă la alta, unele recurgând numai la mijloace sintetice (afixe), altele numai la mijloace analitice (cuvinte de proveniență adverbială), altele la ambele tipuri de mijloace. În istoria unor limbi se observă o evoluție de la sintetism la analitism, cum s-a întâmplat în cazul limbilor romanice.
Gradul superlativ absolut de superioritate prezintă particularitatea de a putea fi exprimat cu mijloace variate. Astfel, în română, în afară de foarte, pe care Bărbuță 2000 îl consideră singurul mijloc gramaticalizat de exprimare a acestui grad, se mai folosesc și alte mijloace, cu caracter mai mult expresiv: adverbe + prepoziția de (ex. deosebit de), locuțiuni adverbiale + de (peste măsură de), construcții exclamative (ce …!), repetarea adjectivului sau adverbului (mare-mare), un substantiv cu valoare adverbială (scump foc), substantivul la care se referă gradul de comparație reluat cu forma sa de genitiv (frumoasa frumoaselor), un prefix cu sens superlativ (străvechi), sufixul -isim (ex. rarisim).

### În română
În limba română, exprimarea gradelor de comparație este analitică, în afară de cazurile exprimării cu afixe a superlativului absolut de superioritate:
| Grad       | Grad             | Grad             | Exemple                                                                                | Exemple                                   |
| Grad       | Grad             | Grad             | Adjectiv                                                                               | Adverb                                    |
| ---------- | ---------------- | ---------------- | -------------------------------------------------------------------------------------- | ----------------------------------------- |
| Pozitiv    | Pozitiv          | Pozitiv          | înalt, -tă, -ți, -te                                                                   | bine                                      |
| Comparativ | de superioritate | de superioritate | mai înalt, -tă, -ți, -te                                                               | mai bine                                  |
| Comparativ | de egalitate     | de egalitate     | la fel de / tot așa de / tot atât de înalt, -tă, -ți, -te                              | la fel de / tot așa de / tot atât de bine |
| Comparativ | de inferioritate | de inferioritate | mai puțin înalt, -tă, -ți, -te                                                         | mai puțin bine                            |
| Superlativ | relativ          | de superioritate | cel mai înalt, cea mai înaltă, cei mai înalți, cele mai înalte                         | cel mai bine                              |
| Superlativ | relativ          | de inferioritate | cel mai puțin înalt, cea mai puțin înaltă, cei mai puțin înalți, cele mai puțin înalte | cel mai puțin bine                        |
| Superlativ | absolut          | de superioritate | foarte înalt, -tă, -ți, -te                                                            | foarte bine                               |
| Superlativ | absolut          | de inferioritate | foarte puțin înalt, -tă, -ți, -te                                                      | foarte puțin bine                         |

În română nu sunt adjective și adverbe cu grade de comparație formate neregulat.
Exemple de construcții comparative:
Ion este mai înalt decât / ca / de cum este Andrei;
Ion este tot așa de / tot atât de / la fel de înalt ca (și) Andrei;
Ion este mai puțin înalt decât / ca / de cum este Andrei.
Exemplu de construcție cu superlativ: El este cel mai înalt dintre elevi / din clasă.

### În franceză
În limba franceză, gradele de comparație sunt marcate tot analitic, cu câteva excepții. Formarea lor regulată este următoarea:
| Grad       | Grad             | Grad             | Exemple                                                                | Exemple       |
| Grad       | Grad             | Grad             | Adjectiv                                                               | Adverb        |
| ---------- | ---------------- | ---------------- | ---------------------------------------------------------------------- | ------------- |
| Pozitiv    | Pozitiv          | Pozitiv          | intéressant, -e, -s, -es „interesant, -ă, -ți, -te”                    | vite „repede” |
| Comparativ | de superioritate | de superioritate | plus intéressant, -e, -s, -es                                          | plus vite     |
| Comparativ | de egalitate     | de egalitate     | aussi intéressant, -e, -s, -es                                         | aussi vite    |
| Comparativ | de inferioritate | de inferioritate | moins intéressant, -e, -s, -es                                         | moins vite    |
| Superlativ | relativ          | de superioritate | le plus intéressant, la plus intéressante, les plus intéressant(e)s    | le plus vite  |
| Superlativ | relativ          | de inferioritate | le moins intéressant, la moins intéressante, les moins intéressant(e)s | le moins vite |
| Superlativ | absolut          | de superioritate | très intéressant, -e, -s, -es                                          | très vite     |
| Superlativ | absolut          | de inferioritate | très peu intéressant, -e, -s, -es                                      | très peu vite |

În afară de très „foarte” mai sunt și alte adverbe care exprimă superlativul absolut: Elle est extrêmement / super intelligente „Este extrem de inteligentă / superinteligentă”, Il est fort / merveilleusement / drôlement beau „Este foarte / minunat de / al naibii de frumos”.
În această limbă sunt și unele neregularități în domeniul gradelor de comparație, reprezentate de unele forme supletive de comparativ păstrate din limba latină. Cele ale unor adverbe sunt folosite pentru exprimarea analitică a gradelor de comparație: plus (< la  plus) „mai mult”, moins (< la  minus) „mai puțin”. Alte asemenea forme sunt meilleur, -e, -s, -es „mai bun, -ă, -i, -e” și mieux „mai bine”, fără sinonime, dar mai sunt și unele care au sinonime analitice, cu nuanțe de sens diferite: moindre, -s ~ plus petit, -e „mai mic, -ă, -i”; pire, -s ~ plus mauvais, -e, -s, -es „mai rău, rea, răi, rele”.
În construcțiile comparative, termenul de comparație este introdus numai de conjuncția que:
Gabriel conduit plus vite que toi „Gabriel conduce mai repede decât tine”;
Il est aussi grand que moi „El este tot atât de înalt ca mine”;
Il a moins neigé qu’hier „A nins mai puțin decât ieri.
Exemple de construcții cu superlativul:
Élise est la fille la plus jolie de la classe „Élise este fata cea mai drăguță din clasă”;
Les exercices 1 à 5 sont les moins difficiles de ce chapitre „Exercițiile 1 la 5 sunt cele mai puțin grele din acest capitol”.

### În engleză
În gramaticile limbii engleze se tratează în special comparativul de superioritate și superlativul relativ de superioritate, iar subdiviziunile acestora se prezintă mai mult în gramaticile pentru vorbitori ale unor limbi cum sunt franceza sau româna. Există și forme analitice, și forme sintetice ale comparativului de superioritate și ale superlativului relativ de superioritate. În general, cuvintele relativ lungi au forme analitice, iar cele relativ scurte – sintetice:
| Grad       | Exemple        | Exemple       | Exemple              | Exemple                             |
| Grad       | Adjectiv scurt | Adverb scurt  | Adjectiv lung        | Adverb lung                         |
| ---------- | -------------- | ------------- | -------------------- | ----------------------------------- |
| Pozitiv    | soft „moale”   | soon „curând” | exclusive „exclusiv” | convincingly „(în mod) convingător” |
| Comparativ | softer         | sooner        | more exclusive       | more convincingly                   |
| Superlativ | softest        | soonest       | most exclusive       | most convincingly                   |

Și în această limbă sunt forme neregulate, supletive. More, comparativul lui many „mult” și most, comparativul lui much „mult” sunt folosite și pentru formarea analitică a gradelor. Alte forme neregulate sunt little „puțin” → less → least, good „bun” → better → best, bad „rău” → worse → worst. Formele de comparativ și superlativ ale ultimelor două adjective sunt și cele ale adverbelor well „bine”, respectiv badly „rău”.
Principalele construcții comparative apar în următoarele exemple:
Most hotels are more comfortable than motels „Cele mai multe hoteluri sunt mai confortabile decât motelurile”;
Some motels are as comfortable as hotels „Unele moteluri sunt la fel de confortabile ca hotelurile”;
Some motels are less comfortable than a modern hotel „Unele moteluri sunt mai puțin confortabile decât un hotel modern”.
Exemple de construcții cu superlative:
Which is the tallest building in the world? „Care este clădirea cea mai înaltă din lume?”;
Titan is the largest satellite of all „Titan este satelitul cel mai mare dintre toate”.

### În diasistemul slav de centru-sud
În limbile din diasistemul slav de centru-sud (bosniacă, croată, muntenegreană, sârbă), comparativul de superioritate și superlativul relativ de superioritate se formează sintetic. Gramaticile lor nu se ocupă de formarea subdiviziunilor gradelor de comparație, care este analitică, și chiar ignoră denumirile lor. Tratează numai ceea ce numesc gradele „pozitiv”, „comparativ” și „superlativ”.
Comparativul adjectivelor se formează regulat cu unul dint trei sufixe adăugate la forma de nominativ masculin singular numită nedefinită sau scurtă a adjectivelor, urmate de desinențele pentru genuri, numere și cazuri, formele de comparativ declinându-se ca adjectivele la gradul pozitiv de formă numită definită sau lungă. Distribuția sufixelor este următoarea:
- Sufixul -j- se adaugă mai ales la adjectivele monosilabice cu vocală lungă și se contopește cu consoana lor finală, manifestându-se printr-o consoană cel mai adesea deosebită și de consoana finală a adjectivului, și de sufix: ex. žut „galben” → nominativ singular žući (masculin), žuća (feminin), žuće (neutru) „mai galben”. La alte adjective, sufixul este total asimilat de consoana finală, care rămâne neschimbată: vruć „fierbinte” → vrući[19]. Apare în scris numai cu alfabetul latin, în unele comparative, ca crn [t͡srn] „negru” → crnji [t͡srɲi]. Acest sufix se adaugă și unor adjective bisilabice, provocând căderea ultimei silabe și modificarea consoanei finale a primei silabe: kratak „scurt” → kraći[20].
- Sufixul -ij- este propriu adjectivelor monosilabice cu vocală scurtă (star „bătrân” → stariji) și majorității adjectivelor bisilabice și polisilabice, provocând căderea ultimei lor vocale: sretan „fericit” → sretniji, oštrouman „deștept” → oštroumniji[21].
- Sufixul -š- este de excepție, fiind aplicat numai la trei adjective: lak „ușor” → lakši, mek „moale” → mekši, lijep „frumos” → ljepši[22].

Câteva adjective au formă de comparativ neregulată: veliki „mare” → veći, mali „mic” → manji, dobar „bun” → bolji, zao „rău” → gori.
Superlativul adjectivelor se obține prin adăugarea prefixului naj- la forma de comparativ: mlad „tânăr” → mlađi „mai tânăr” → najmlađi „cel mai tânăr”.
Au grade de comparație adverbele care provin prin conversiune din adjective, anume din forma lor de neutru nominativ singular: brzo „repede” → brže „mai repede” → najbrže „cel mai repede”.
Corespunzătoare superlativului absolut de superioritate este forma adjectivului cu prefixul pre- (previsok „foarte înalt”) sau precedată de diverse adverbe: vrlo lepa devojka „o fată foarte frumoasă”, izuzetno dobar film „un film excepțional de bun”.
Sunt două construcții comparative sinonime ce exprimă inegalitatea: cu prepoziția od + genitivul și cu conjuncția nego + nominativul: Jagode su skuplje od malina / nego maline „Căpșunele sunt mai scumpe decât zmeura”. Egalitatea se exprimă cu locuțiunea conjuncțională isto kao: On je star isto kao Ivan „El este tot atât de bătrân ca Ivan”.
Superlativul relativ se construiește cu o prepoziție de loc sau cu prepoziția među: Ivan je najstariji čovek u selu „Ivan este omul cel mai bătrân din sat”, Ivan je najstariji među seljacima „Ivan este cel mai bătrân dintre săteni”.

### În maghiară
În limba maghiară, comparativul de superioritate și superlativul relativ de superioritate se formează sintetic.
Comparativul se exprimă cu sufixul -bb- adăugat la toate adjectivele și adverbele nederivate gradabile. Sufixul se leagă direct de adjectivele terminate în vocală. La unele nu provoacă nicio schimbare (ex. nagyszájú „cu gură mare” → nagyszájúbb „cu gură mai mare”), iar vocalelor a și e le provoacă lungirea și schimbarea locului de articulare, respectiv a gradului de deschidere: buta [butɒ] „prost, proastă” → butább [butaːbː], gyenge [ɟɛŋgɛ] „slab(ă)” → gyengébb [ɟɛŋgeːbː]. La adjectivele și adverbele nederivate terminate în consoană, sufixul se atașează cu ajutorul vocalei de legătură a sau e, aleasă conform regulilor armoniei vocalice: magas „înalt(ă)” → magasabb, érdekes „interesant(ă)” → érdekesebb. După sufixul de comparativ pot urma alte sufixe, de exemplu cel de plural sau/și desinențele cazuale: gyengébbek „mai slabi, -e”, gyengébbnek „unuia mai slab”, gyengébbeknek „unora mai slabi”. Tot după sufixul de comparativ poate urma un sufix de formare a adverbelor: gyengébben „(în mod) mai slab”.
Superlativul se formează prin adăugarea prefixului leg- la forma de comparativ: a legbutább „cel mai prost, cea mai proastă”. Există și un sufix care intensifică superlativul: a legeslegbutább. În mod excepțional, aceste sufixe se adaugă la forma de bază a unor adjective: legalsó „cel/cea mai de jos”, legeslegutolsó „cel/cea mai din urmă”.
Atât la forma de comparativ, cât și la cea de superlativ a adjectivelor se poate adăuga sufixul -ik, care întărește caracterul lor definit și scoate în evidență dintre mai multe obiecte pe cel la care însușirea se manifestă cel mai pregnant. În amândouă cazurile formele corespund superlativului relativ de superioritate din alte limbi: a nagyobbik „cel/cea mai mare”, a legkisebbik „cel/cea mai mic(ă)”.
Unele gramatici ale limbii maghiare, mai ales cele care se adresează vorbitorilor în a căror limbă gradele de comparație se formează analitic, mai pomenesc și de perifrazele corespunzătoare subdiviziunilor gradelor din alte gramatici: János (épp)olyan magas, mint Péter „János este (exact) la fel de înalt ca Péter”, kevésbé fiatal „mai puțin tânăr(ă)”, a legkevésbé fiatal „cel/cea mai puțin tânăr(ă)”, szebbnél szebb lányok literal „fete mai frumoase decât frumoase”.
Comparația se poate exprima prin două construcții sinonime: cu al doilea termen având desinența -nál/-nél, a cazului adesiv, (János magasabb Péternél), sau fiind la nominativ și introdus prin conjuncția mint: János magasabb, mint Péter „János este mai înalt decât Péter”.